# Dragstång
En dragstång (engelska: truss rod) är en del av en gitarr, vars funktion är att stabilisera och justera halsens krökning (kallad relief). Det första dragstångspatentet togs 1921 av Thaddeus McHugh på Gibson men liknande idéer kan ses i patent så tidigt som 1908.

## Funktion och konstruktion
På en gitarr står två behov i konflikt med varandra: Å ena sidan måste strängarna ligga tillräckligt nära halsen för att de skall vara lätta att trycka ned mot den men å andra sidan får de inte slå emot band ovanför det band där de tryckts ned. Detta löser man genom att alltid låta halsen ha en liten krökning mot strängsidan. Denna krökning (halsreliefen) måste vara precis lagom för de strängar som används och för den spelstil gitarristen har.
Eftersom strängarna på en gitarr måste spännas relativt hårt för att ge ton kommer gitarrhalsen att utsättas för en dragkraft som vill kröka halsen mot strängsidan och därmed öka halsreliefen, något som man på ett eller annat sätt måste förhindra om inte gitarren till sist skall bli helt ospelbar. På en nylonsträngad gitarr är kraften inte så stor och man konstruerar på dessa gitarrer helt enkelt halsen av trä (eller något annat material) som är tillräckligt styvt för att stå emot strängarnas dragkraft. På stålsträngade gitarrer är kraften betydligt större, och man behöver därför förstyva halsen för att den inte över tiden skall få en allt större halsrelief.
Lösningen är en dragstång. Denna består av en metall- eller grafitstång som monteras i ett spår inuti halsen och som strävar efter att kröka halsen bort från strängsidan (att minska halsreliefen) och därigenom motverkar dragkraften från strängarna. Den kraft som dragstången ger kan justeras vilket gör att man kan kompensera för förändringar i halsreliefen som kan uppkomma av till exempel ändrad luftfuktighet eller temperatur, eller av att man byter till strängar av annan dimension.
Eftersom dragstången gör halsen betydligt starkare ger den gitarrtillverkaren möjlighet att göra halsen mycket tunnare och att använda mindre styva material såsom billigare trä som utan dragstång inte skulle kunna hantera strängspänningen. Möjligheten att använda billigare trä finns faktiskt med i motivering i 1923 års patent. Innan dragstångens infördes måste halsarna göras tjockare, av mycket styvt trä och halsens kurvatur åstadkommas genom formhyvling: alltså dyrare material och dyrare tillverkningsprocess.

### Enkel dragstång

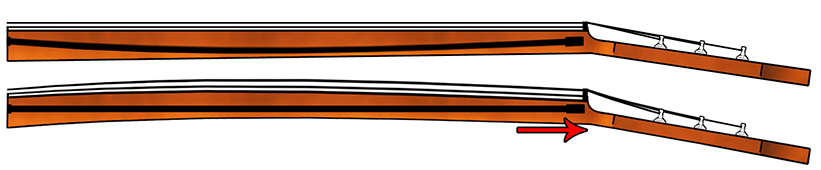
Genomskärning av gitarrhals som visar dragstångens placering. När dragstången sträcks kröks halsen

Det finns flera olika sätt att konstruera dragstången. Det vanligaste är att en rund metallstång placeras i ett krökt spår inuti halsen (se figur ovan). Stången fästs i sin ena ände och är i den andra fäst i en justerbar mutter med vilken man kan öka eller minska spänningen i stången. Ju mer spänd stången blir, desto mer vill den räta ut sig och tvingar därigenom det krökta spåret i halsen att också räta ut sig vilket får till följ att halsen kröks. Denna typ av dragstång kan (under tillverkningsprocessen) monteras från strängsidan och ligger då osynlig i halsen, eller från halsens baksida där den då ofta täcks av en remsa trä av avvikande färg från halsen i övrigt (vilket till exempel förekommer på gitarrer av märket Fender).

### Dragstång med profil
Andra konstruktioner bygger på att dragstången placeras inuti en metallprofil, till exempel en u-balk. Stången fästs på samma sätt i ena änden och har i den andra en mutter med en bricka. När man drar åt muttern kommer profilen runt stången att klämmas ihop och kröka sig vilket kröker halsen. Denna typ av dragstång kan monteras i ett rakt spår vilket ger en enklare monteringsprocess men har å andra sidan fler delar. Fender har patenterat åtminstone en variant på denna lösning liksom Hagström

### Dubbelverkande dragstång

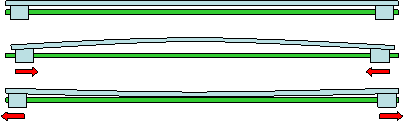
Dubbelverkande dragstång. Mellanbilden visar hur plattjärnet kröker ut då ändarna dras ihop av dragstången (grön). Nedre bilden visar hur plattjärnet kröker in då ändarna pressas isär.

En tredje typ av konstruktion ger en dubbelverkande dragstång. Den består av ett plattjärn som i var ände har en fastsvetsad mutter - i den ena änden högergängad och i den andra vänstergängad. En rundstång med motsvarande gängning i ändarna sitter fastskruvad i muttrarna. 
När rundstången skruvas åt ena hållet kommer muttrarna att "skruvas loss" vilket innebär att de rör sig utåt på dragstången. Eftersom de sitter fastsvetsade på plattjärnet och därför inte kan röra sig i förhållande till detta kommer de att kröka plattjärnet (och därmed halsen) åt ena hållet. 
Skruvar man rundstången åt andra hållet kommer muttrarna att "skruvas fast" (närma sig varandra) vilket enligt samma princip kröker plattjärnet (och halsen) åt andra hållet. Denna modell patenterades 2001 av Steven och Darlene Eddinger

## Justering

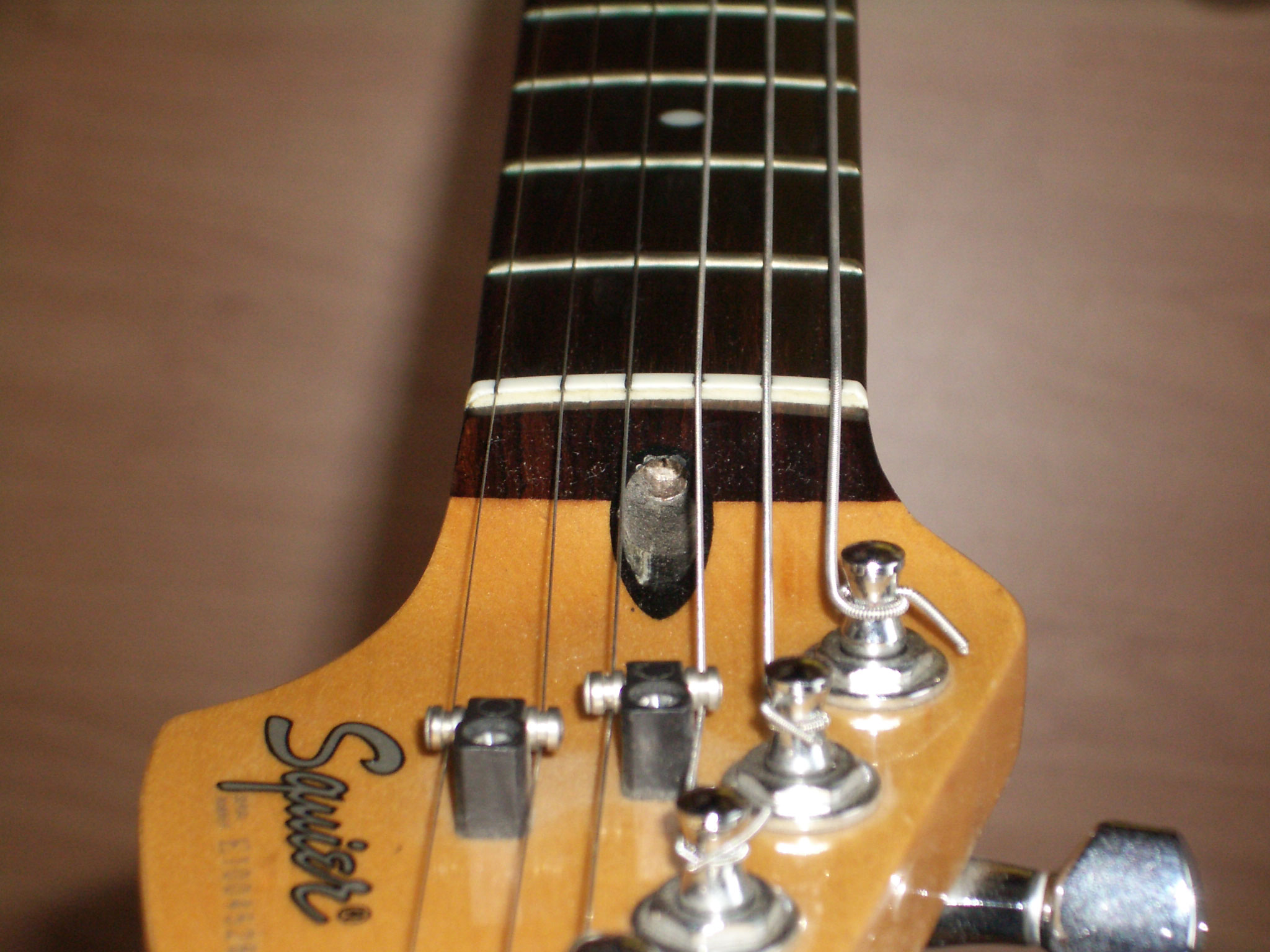
Justerskruven på en dragstång sedd från sidan av huvudet

Dragstången grundjusteras normalt av tillverkaren innan gitarren levereras, men kan senare behöva justeras för det klimat där gitarren skall användas. Att justera dragstången kräver viss erfarenhet eftersom det är möjligt att skada halsen eller dragstången på ett sådant sätt att det blir svårt eller omöjligt att reparera skadan. 
Justeras dragstången medurs så spänns den vilket rätar ut halsen (det vill säga böjer halsen bort från strängsidan). Att justera den moturs innebär att den släpps efter vilket ökar halsens krökning mot strängsidan.
Vissa gitarrer (till exempel de från Rickenbacker) har dubbla dragstänger vilket ger en stabilare konstruktion som är mindre känslig för klimatpåverkan. De är dock svårjusterade och bör hanteras av en fackman.
Dragstångens spänning kontrolleras normalt av en justeringsskruv med insex-fattning. Beroende på instrument kan man hitta denna skruv:
- Vid halsens infästning mot kroppen. Detta gäller vissa gitarrer med skruvad hals, till exempel äldre Fendergitarrer. I dessa fall krävs att man monterar loss plektrumskyddet eller till och med halsen från gitarren.
- På gitarrhuvudet, precis ovanför sadeln, endera direkt åtkomligt (nyare fender och liknande) eller under en täckplatta (Gibson, Epiphone, Hagström och så vidare).
- Inuti gitarrkroppen. Akustiska stålsträngade gitarrer